# Lutjanus goreensis
Espèce
Statut de conservation UICN

 DD  : Données insuffisantes
Lutjanus goreensis est une espèce de poissons de la famille des Lutjanidae qui se rencontre dans tous les milieux depuis l'eau douce jusqu'à l'eau de mer.

## Description
Lutjanus goreensis peut mesurer jusqu'à 80 cm de longueur totale mais sa taille habituelle est d'environ 50 cm.

## Répartition
Ce poisson se rencontre dans l'Atlantique est, depuis les côtes du Sénégal et du Cap-Vert jusqu'à celles de l'Angola mais principalement dans le golfe de Guinée et au Cap-Vert. Il est présent de la surface et jusqu'à 50 m de profondeur.

## Systématique
Le nom valide complet (avec auteur) de ce taxon est Lutjanus goreensis (Valenciennes, 1830). 
Ce taxon porte en français les noms vernaculaires ou normalisés suivants : Carpe Rouge, Lutjanus, Lutjanus Guineensis, Vivaneau de Goré, Vivaneau de Gorée.
Lutjanus goreensis a pour synonymes :
- Lutjanus guineensis Bleeker, 1863
- Mesoprion goreensis Valenciennes, 1830

### Étymologie
Son épithète spécifique, composée de gore[e] et du suffixe latin -ensis, « qui vit dans, qui habite », lui a été donnée en référence à sa localité type, l'île de Gorée (baie de Dakar, Sénégal). 